# Мороло
Мороло (итал. Morolo) је насеље у Италији у округу Фрозиноне, региону Лацио.
Према процени из 2011. у насељу је живело 634 становника. Насеље се налази на надморској висини од 366 м.

## Становништво
Према резултатима пописа становништва 2011. у општини је живело 3.267 становника.
| 1931. | 1936. | 1951. | 1961. | 1971. | 1981. | 1991. | 2001. | 2011. |
| ----- | ----- | ----- | ----- | ----- | ----- | ----- | ----- | ----- |
| 3.642 | 3.706 | 3.453 | 2.950 | 2.680 | 2.858 | 2.994 | 3.090 | 3.267 |

## Партнерски градови
- Hosszúhetény